# 嵐優子
嵐優子（1984年9月17日—），出身於日本兵庫縣，是日本藝人、雜誌模特兒，隸屬松竹藝能公司。原名厚地優子，2011年9月14日與日本職業棒球隊福岡軟體銀行鷹投手大隣憲司結婚，入籍後名為大隣優子。

## 個人簡介
嵐優子出身自兵庫縣，興趣是電影欣賞及烹飪，擅長游泳及美容，喜歡白色與水色。

## 演出紀錄

### 電視作品
- 關西電視台《ソードブル》客串飾演 家巢（2007年1月）
- 朝日放送《学問のススメ》（2007年）

### 電影
- 《駅で化粧をする理由》飾演 町井綾（2007年秋上映）
- 《AWADANCE》

### 綜藝節目
- ABC電視台《ごきげん!ブランニュ》第三代封面女郎（2006年夏季）
- 每日放送《おでかけ!》奈良、三重、長崎放送《MAXハニー》（2006年5月～）
- CATV《ねっとわーくPLUS》擔任特派記者（2006年～）
- CATV《明日どこ行こ》擔任記者
- CATV《ごはんの缶詰》擔任記者
- 《泉佐野電視台》擔任記者（2007年～）
- ABC電視台特輯節目《千鳥パーティー！夏じゃ！美女じゃ！ウハウハじゃ！》
- 東京電視台《イツザイ》- 2008年8月30日～9月〈ドS女優オーディション〉

### 網絡演出
- NICONICO動畫《アイパイ★ちゃんねる》「嵐を呼ぶ坪！」擔任主持（2009年6月11日～）

與同一所事務所的藝人坪木菜果共同擔任主持。
- NICONICO動畫《FX48》擔任輔助主持（2011年10月21日）

### 寫真DVD
- 《Lucky Girl》（2008年7月25日）

### 雜誌
- 週刊《花花公子》
- 《メルちょゲッタ！》
- 《関西じゃらん》
- 《Styler》
- 《週刊SPA!》
- 《Ray》髮型模特兒
- 《旅え～る》
- 《GOLF TODAY》
- 《Goo WORLD》
- 情報誌《ぐるぽん》

### 廣告作品
- 《マイカル桑名》
- 每日放送大塚製藥

## 備註
1. ↑  （日語）嵐優子與大隣憲司的結婚報導 （页面存档备份，存于）

## 外部連結
- （日語）嵐優子官方部落格 （页面存档备份，存于） - 2009年3月啟用
- （日語）嵐優子官方部落格 （页面存档备份，存于） - 2009年3月停用